# Aldemir (Name)
Aldemir ist ein türkischer männlicher Vorname und Familienname. Aldemir bezeichnet „Eisen im erhitzten Zustand“ auf Türkisch.

## Namensträger

### Familienname
- Atilla Aldemir (* 1975), türkischer Violinist und Bratschist
- Çınar Aldemir (* 1946), türkischer Botschafter, siehe Liste der türkischen Botschafter in Kasachstan
- Furkan Aldemir (* 1991), türkischer Basketballspieler
- Koray Aldemir (* 1990), deutscher Pokerspieler